# 泰拉·派翠克
泰拉·派翠克（英語：Tera Patrick，原名，1976年7月25日—），是位美國色情演員。

## 模特兒生涯

### 刊物
泰拉曾登上《花花公子》和《閣樓》兩大雜誌，並且是2000年2月「當月寵物」，以及「年度寵物」亞軍。
2003年，泰拉成為《Genesis》雜誌的發行人。

## 私人生活
泰拉有著多名性伴侣。

## 圖集

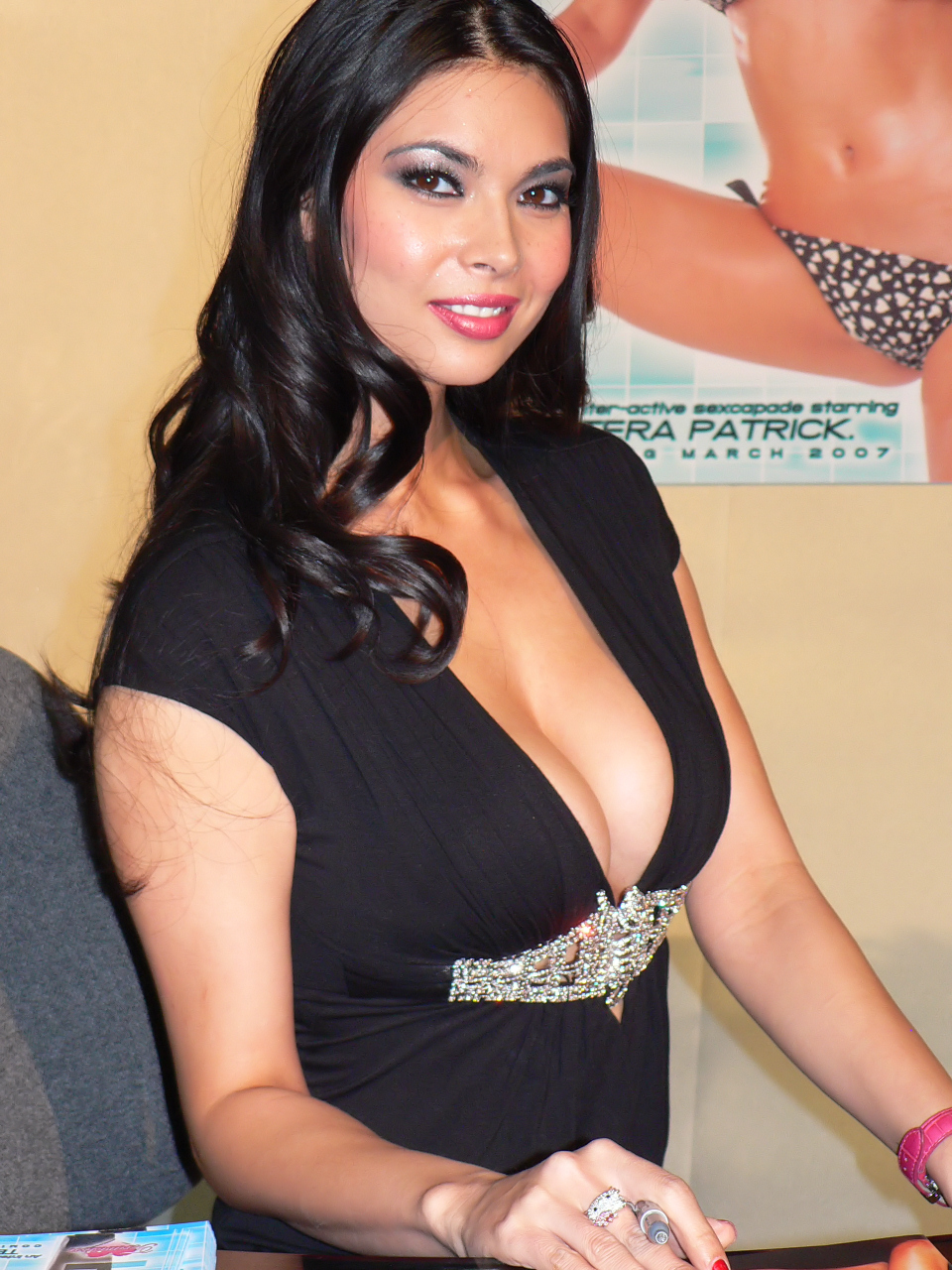
派翠克於2007年1月
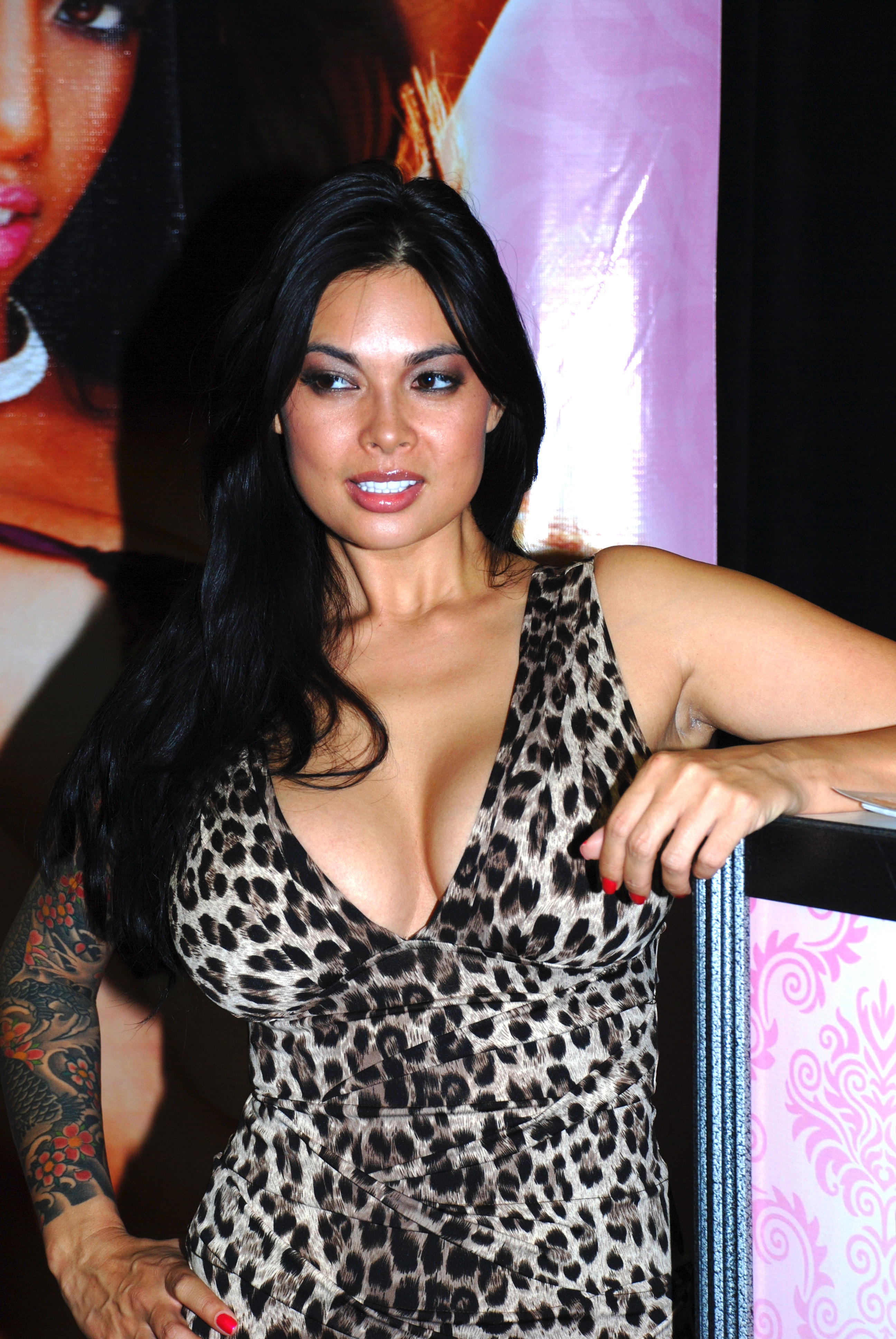
派翠克於2009年在Exxxotica上
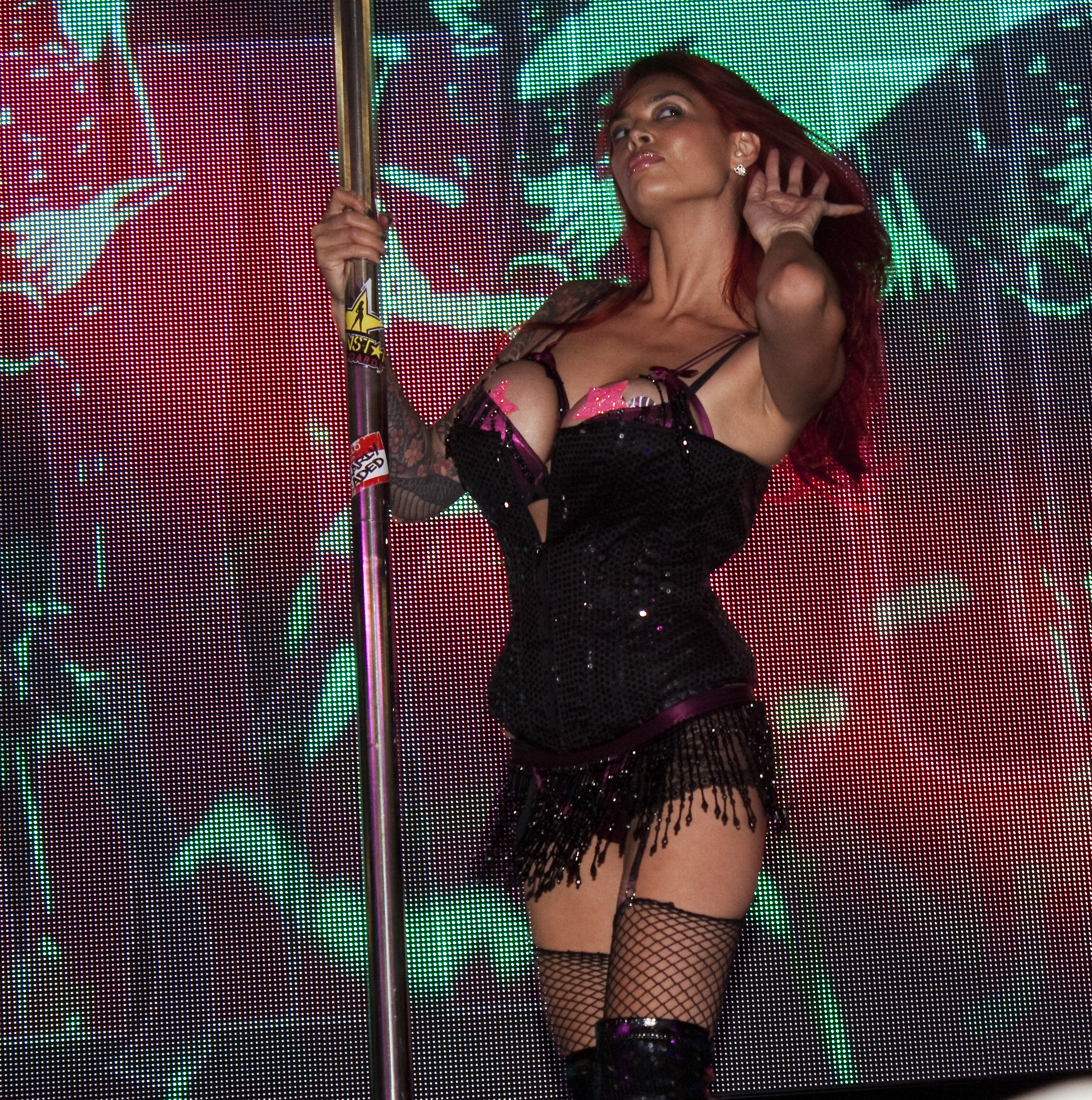
派翠克於2014年在Exxxotica上
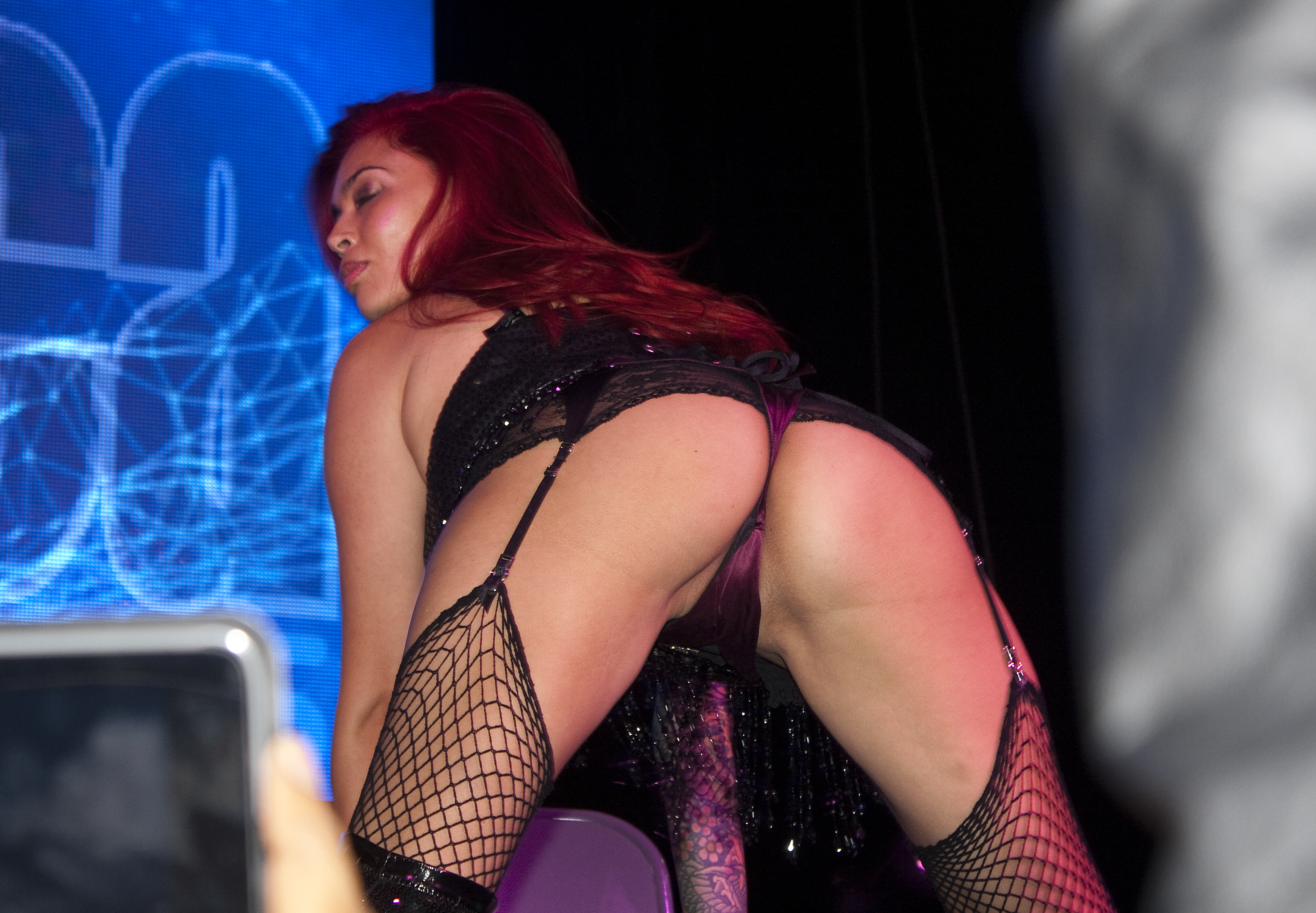
派翠克於2014年在Exxxotica上

## 外部連結
- 官方網站 （页面存档备份，存于）
- （法文）法國官方網站
- 泰拉·派翠克的Twitter （页面存档备份，存于）
- 泰拉·派翠克的MySpace主頁